# Гланумський мавзолей
43°46′35″ пн. ш. 4°49′52″ сх. д. / 43.7764° пн. ш. 4.83099° сх. д.

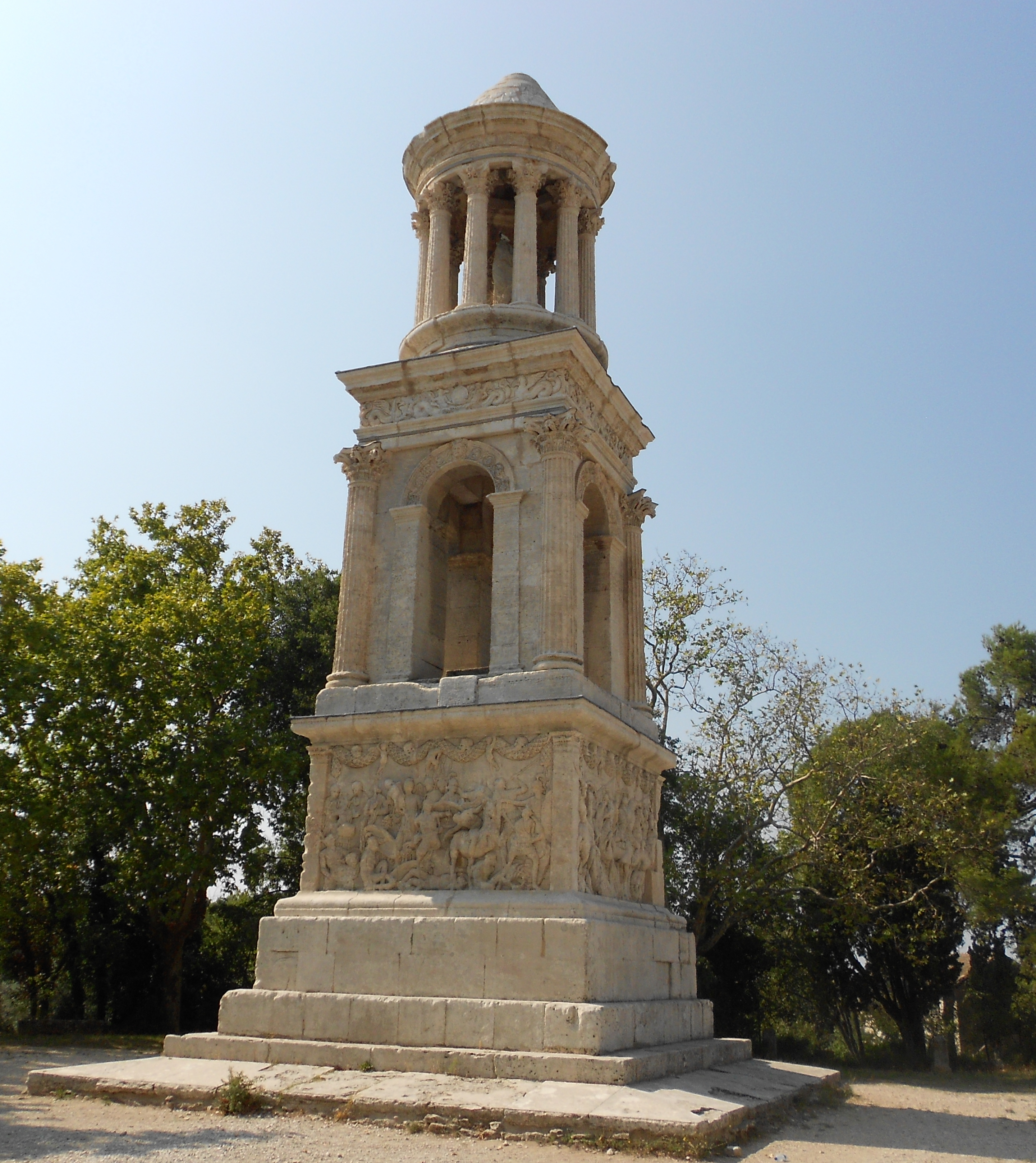

Юліїв мавзолей в Гланумі — монументальний пам'ятник давньоримського періоду, який є частиною руїн античного міста Гланум на території комуни Сен-Ремі-де-Прованс у французькому департаменті Буш-дю-Рон. Yo Brieuc
Будівля була побудована приблизно 30—20 роках до н. е. представниками романізованої галльської сім'ї. Будівництво фінансувалося трьома братами, синами Гая Юлія, а сам мавзолей зводився в пам'ять їх батька і діда. Назва мавзолею вказує на те, що сім'я, мабуть, отримала римське громадянство за підтримку, надану Юлію Цезарю під час галльську війни. Оскільки похоронна камера виявлена не була, немає чіткої впевненості, чи була це будівля мавзолеєм або кенотафом.
Мавзолей складається з трьох частин. Нижній поверх прикрашений рельєфами, які зображують солдатів і сцени полювання, нагадуючи цим великі римські саркофаги. Центральна частина має форму воріт з чотирма входами (тетрапілон). Її архівольти зазубрені в формі голів Медузи, архітрав прикрашений зображеннями морських чудовиськ, драконів, грифонів і тритонів, а на трьох стінах — також зображеннями власників сонячного диска. На верхній частині воріт викарбувано напис на латині:
SEX [tus] L [ucius] M [arcus] IVLIEI C [ai] F [ilii] PARENTIBVS SVEIS
Верхня частина будівлі являє собою невеликий моноптер . Усередині нього знаходяться дві статуї, що зображують чоловіків, одягнених в тоги, — імовірно тих, пам'яті яких був присвячений мавзолей. Оригінальний голови цих статуй не збереглися, а нинішні додані в ході проведеної в XIX столітті реконструкції.